# Édouard Lamy
Pour les articles homonymes, voir Édouard Lamy (ingénieur) et Lamy.
Édouard Lamy (Reims, 12 mars 1845 - Reims, 30 novembre 1914) est un architecte rémois.
Il fait partie de la commission qui est chargée de l'étude de la statue de Jeanne d'Arc. Il travaille pour la construction d'usines à Reims et d'écoles dans la vallée de la Suippe et travaille comme architecte diocésain.

## Biographie
Pierre Édouard Lamy naît le 12 mars 1845 à Reims du mariage de Désiré Lamy et Julie Honorine Virginie Dathy.
Il épouse Jeanne Clarisse Eulalie Camuzet en 1871 et ont 3 enfants.
Il meurt le 30 novembre 1914 à Reims et est enterré dans le canton 8 du cimetière du Nord de Reims.

## Principales réalisations
- La chapelle de Saint-Joseph à Reims ;
- Immeuble 2 rue Thiers à Reims ;
- Immeuble du 23-25 rue du Jard à Reims ;
- Église paroissiale Saint-Jean-Baptiste-de-La-Salle, situé 184 avenue Jean-Jaurès à Reims (1876)[5] ;
- Hôtel Godbert (1875) ;
- Hôtel Lüling-Dollfu (1884) ;
- Hôtel Gabreau : hôtel particulier situé au 26 Boulevard Lundy construit en 1888 pour le manufacturier Georges Gabreau et son épouse Marie Juliette Poincenet[6].

## Activités
- Membre de l’Académie nationale de Reims[7],
- Membre de la Société des Amis du Vieux Reims,
- Fondateur et deux fois président de la Société des Architectes de la Marne[5].

## Distinctions
- Chevaliers de l'Ordre de Saint-Grégoire-le-Grand en 1870[7].
- Médaillé de la guerre de 1870-71[8]